# Paris point
Paris point är en underliggande måttenhet vid angivande av skostorlek enligt europeisk standard.
1 Paris point motsvarar exakt 2/3 centimeter, eller cirka 6,67 millimeter.